# Memorie
Memoria este un proces psihic care constă în întipărirea, recunoașterea și reproducerea experienței din trecut (senzații, idei, emoții, sentimente, mișcări efectuate anterior). Memoria definește dimensiunea temporală a organizării noastre psihice, integrarea ei pe cele trei segmente ale orizontului temporal – trecut, prezent, viitor. Conform  Dicționarului Merriam-Webster, memoria este procesul de reproducere sau reamintire a ceea ce a fost învățat și reținut, în special prin mecanisme asociative. După Enciclopedia Britanică, memoria este codificarea, depozitarea și recuperarea, în mintea umană, a experienței din trecut. Memoria este atât rezultatul cât și influența asupra percepției, atenției și învățării.
În psihologie, memoria este procesul în care informația este codificată, stocată și recuperată. Codificarea permite informațiilor din lumea exterioară să ajungă la cele cinci simțuri în formele de stimuli chimici și fizici. În această primă etapă informațiile trebuie să fie schimbate, astfel încât să poată să fie puse în procesul de codificare. Depozitarea este a doua etapă sau proces de memorie. Aceasta implică faptul că informația este menținută pe perioade de timp. În cele din urmă, al treilea proces este recuperarea informațiilor care au fost stocate. Aceste informații trebuie să fie localizate și readuse la conștiință. Unele încercări de recuperare se pot realiza fără efort din cauza tipului de informații, iar alte încercări de a aminti informațiile stocate pot fi mai dificile din diferite motive.
Din punct de vedere al procesării informației există trei etape principale în formarea și recuperarea memoriei:
- Codificare sau înregistrare: primire, prelucrare și combinarea informațiilor primite
- Depozitare: crearea unor înregistrări permanente a informațiilor codate
- Preluare, rechemare sau amintire: cererea înapoi a informațiilor stocate ca răspuns la unele nevoi de utilizare într-un proces sau o activitate.

Pierderea memoriei este descrisă ca uitare sau ca o tulburare medicală, amnezie.
Grație memoriei, ființa noastră psihică, eul, dobândește continuitatea identității în timp. Fără dimensiunea mnezică, am trăi numai prezentul clipei, am fi în permanență puși în fața unor situații noi, pentru care nu am dispune de nici un fel de experiență elaborată, de nici un procedeu de abordare și rezolvare, ne-am zbate permanent în jocul încercărilor și erorilor, adaptarea devenind imposibilă.
Funcția memoriei devine, așadar, o condiție bazală indispensabilă a existenței și adaptării optime, a unității temporale a personalității noastre. Ea se datorează plasticității creierului – proprietatea de a-și modifica starea internă sub influența stimulilor externi – și capacității lui de înregistrare, păstrare și reactualizare a „urmelor” acestor stimuli.
Memoria umană a cunoscut o amplă dezvoltare istorică, în cursul căreia și-a restructurat atât schema de funcționare internă, prin trecerea de la forme imediate la forme mediate (prin limbaj și procedee mnemotehnice de natură logică), cât și aria de cuprindere, ajungând să înregistreze și să conserve informații despre toate genurile de fenomene și evenimente, precum și întreaga gamă de experiențe, accesibile la nivel individual și comunitar.
Latura remarcabilă a evoluției memoriei umane constă în diferențierea și individualizarea capacității reactualizării, care permite valorificarea propriu-zisă a informației și experienței stocate, și desfășurarea unor activități mintale autonome, în care trecutul se leagă de prezent, iar prezentul de viitor.
La om, memoria nu este concentrată și localizată într-un singur bloc, ci este distribuită mecanismelor care realizează funcțiile și actele psihocomportamentale specifice.  Așadar, spre deosebire de computer, creierul uman posedă nu doar un singur bloc memorativ, ci mai multe, între care există conexiuni bilaterale.  Între modul de funcționare a memoriei și modul de funcționare al percepției, reprezentării și gândirii există o condiționare reciprocă profundă: dereglarea verigii memorative determină tulburări serioase în desfășurarea proceselor pe care le susține (percepție sau gândire), iar dereglări la nivelul procesului specific afectează funcționarea bazei lui memorative.
Memoria se caracterizează prin câteva trăsături esențiale, care îi sunt imprimate de integrarea ei în structura proceselor și activităților specifice. Memoria este activă, selectivă, contextuală, mijlocită, organizată logic și sistemic.
În investigarea și evaluarea nivelului de dezvoltare și eficiență al memoriei se iau în considerare următorii parametri: volumul, trăinicia, fidelitatea, completitudinea, promptitudinea.

## Clasificare
După diverse criterii, memoria poate fi clasificată și pot fi delimitate mai multe forme ale acesteia.  Astfel, după prezența sau absența intenției, scopului și controlului voluntar în procesele de engramare, păstrare și reactualizare, delimităm memoria involuntară și memoria voluntară.  După gradul de înțelegere al celor memorate, memoria poate fi mecanică sau logică.  După modalitatea informațională preferențială, s-au identificat memoria imagistic-intuitivă și memoria verbal-simbolică.  În fine, după criteriul timpului, se delimitează: memoria senzorială, memoria de scurtă durată și memoria de lungă durată.

### Memoria senzorială
Memoria senzorială are nevoie de  mai puțin de o secundă pentru a reține informații despre un stimul perceput senzorial. Memoria senzorială înregistrează senzațiile și explorează caracteristicile stimulilor. Abilitatea de a vedea un element și de a ține minte cum arată cu doar o fracțiune de secundă de observație sau de memorare este un exemplu de memorie senzorială. Aparține de controlul cognitiv și este un răspuns automat. La prezentări foarte scurte, de multe ori participanții raportează că li s-a părut să "vadă" mai mult decât pot raporta, de fapt. Primele experimente de explorare a acestei forme de memorie, senzorială, au fost realizate de George Sperling (1963) utilizând "paradigma raportului parțial". 
Există trei tipuri de memorie senzorială. Memorie Iconica este un depozit de  descompunere rapidă a informației vizuale; un tip de memorie senzorială care stochează scurt o imagine care a fost percepută pe o durată mică. Memoria auditivă este un depozit de descompunere rapidă a informațiilor auditive, un alt tip de memorie senzorială care stochează scurt sunetele care au fost percepute pentru durate scurte de timp. Memorie tactilă este un tip de memorie senzorială care reprezintă o bază de date pentru stimuli de atingere.

### Memoria pe termen scurt
Memoria pe termen scurt permite amintirea pentru o perioadă de câteva secunde până la un minut fără repetiție. Capacitatea sa este foarte limitată: George A. Miller (1956), atunci când lucra la Bell Laboratories, a efectuat experimente care arată că depozitul de memorie pe termen scurt a fost de 7 ± 2 elemente (titlul lucrării sale celebru, "numărul magic 7 ± 2 "). Estimările moderne față de capacitatea memoriei pe termen scurt sunt mai mici, de obicei, de ordinul a 4-5 elemente, însă, capacitatea de memorie poate fi crescută printr-un proces numit chunking. De exemplu, pentru a-și aminti un număr de telefon din zece cifre, o persoană ar putea "grupa" cifrele în trei grupe: în primul rând, prefixul (cum ar fi 123), apoi o grupă de trei cifre (456) și în cele din urmă o bucată de patru cifre (7890). Această metodă de a ne aminti numere de telefon este mult mai eficientă decât încercarea de a aminti un șir de 10 cifre; acest lucru se datorează faptului că suntem capabili să învățăm informațiile în grupuri semnificative de numere. Acest lucru poate fi reflectat în unele țări de tendința de a afișa numerele de telefon și câteva grupuri de două până la patru numere.
Se crede că memoria pe termen scurt se bazează mai mult pe un cod acustic pentru stocarea informațiilor, precum și într-o mai mică măsură pe un cod vizual. Conrad (1964) a constatat că subiecții de testare au avut mai multe dificultăți reamintind colecții de litere  care au fost acustic similare (de exemplu, E, P, D). Confuzia amintirii literelor acustic similare, mai degrabă decât a literelor similare vizuale, presupune că literele au fost codificate acustic. În 1964, Conrad a studiat codificarea textului scris. Astfel, în timp ce memoria de limbaj scris se bazează pe componente acustice, generalizarea la toate formele de memorie nu poate fi făcută.

### Memoria pe termen lung
Depozitarea în memoria senzorială și pe termen scurt de memorie are, în general, o capacitate strict limitată de durată, ceea ce înseamnă că informațiile nu sunt păstrate pe termen nelimitat. În schimb, memoria pe termen lung poate stoca cantități mult mai mari de informație pentru o durată potențial  nelimitată (uneori o durată de viață). Memoria care durează în afara conștiinței nemijlocite este cunoscută ca memorie pe termen lung. Această memorie poate fi despre ceea ce s-a întâmplat cu mulți ani în urmă sau se poate referi la experiențe relativ recente. Dovezile acumulate sugerează că memoria pe termen lung este o colecție de informații sporite prin însușiri de regăsire care permit  unei persoane să distingă o amintire particulară de toate celelalte amintiri depozitate în creier. Capacitatea sa este incomensurabil de mare. De exemplu, având în vedere un număr aleatoriu de șapte cifre putem să ni-l amintim doar câteva secunde înainte de a-l uita, sugerând că a fost stocat în memoria noastră pe termen scurt. Pe de altă parte, ne putem aminti numerele de telefon mai mulți ani, prin repetiție. Aceste informații se spune că ar fi stocate în memoria pe termen lung.
În timp ce memoria pe termen scurt codifică informații acustic, memoria pe termen lung se codifică semantic: Baddeley (1966) a descoperit că, după 20 de minute, subiecții de testare au avut cele mai mari dificultăți reamintindu-și  pe termen lung o colecție de cuvinte care au avut sensuri similare (de exemplu, mare, uriaș, larg, frumos). O altă parte a memoriei pe termen lung este memoria episodică  care încearcă să capteze informații, cum ar fi" ce "," când "și" unde ". Datorită memoriei episodice, indivizii sunt capabili să-și amintească anumite evenimente, cum ar fi petreceri aniversare și nunți.
Memoria pe termen scurt este sprijinită de modele tranzitorii de comunicare neuronale, dependente de regiuni ale lobului frontal (în special dorsolateral cortexul prefrontal) și lobul parietal. Memoria pe termen lung, pe de altă parte, este menținută prin schimbări mai stabile și permanente, în conexiuni neuronale larg răspândite în întregul creier. Hipocampul este esențial (pentru învățarea de informații noi) la consolidarea informațiilor de termen scurt în memorie pe termen lung, deși nu pare că ar stoca informații în sine. Fără hipocamp, amintirile noi nu sunt în măsură să fie stocate în memoria pe termen lung, așa cum s-a observat  la pacientul Henry Molaison după îndepărtarea celor doi hipocampi , și va exista o atenție foarte scurtă. Mai mult decât atât, acesta poate fi implicat în schimbarea de conexiuni neuronale pentru o perioadă de trei luni sau mai mult după învățarea inițială. Una dintre funcțiile principale ale somnului este considerată a fi îmbunătățirea și consolidarea informațiilor, așa cum mai multe studii au demonstrat că memoria depinde direct de primirea unui somn suficient între antrenare și testare. Adițional, datele obținute din studiile neuroimagistice au arătat că în timpul somnului creierul reflectă înregistrările din timpul învățării sarcinilor din ziua precedentă, ceea ce sugerează că noi amintiri pot fi consolidate prin această repetiție.
Cercetările au sugerat că stocarea în memoria pe termen lung la om poate fi menținută de metilarea ADN-ului sau de prioni.

## Modele
Modelele de memorie furnizează reprezentări abstracte despre cum se crede că ar funcționa  memoria. Mai jos sunt câteva modele propuse de-a lungul anilor de diverși psihologi. Există controverse în a stabili dacă există mai multe structuri de memorie.
Modelul Atkinson-Shiffrin

Modelul depozitării multiple (de asemenea, cunoscut sub numele de model de memorie Atkinson-Shiffrin) a fost descris pentru prima dată în 1968 de către Atkinson și Shiffrin.
Modelul depozitării multiple  a fost criticat ca fiind prea simplist. De exemplu, memoria pe termen lung este considerată a fi de fapt formată din mai multe subcomponente, cum ar fi memoria episodică și memoria procedurală. De asemenea propune că repetiția este singurul mecanism prin care informațiile ajung în cele din urmă să fie depozitate pe termen lung, dar dovezile ne arată că suntem capabili de a ne aminti lucruri și fără repetiție.
Modelul arată toate depozitele de memorie ca fiind o singură unitate dar cercetarea arată diferit. De exemplu, memoria pe termen scurt poate fi ruptă în mai multe unități, cum ar fi informații vizuale și acustice. Într-un studiu de Zlonoga și Gerber (1986), pacientul "KF" a demonstrat anumite abateri de la modelul Atkinson-Shiffrin. Pacientului KF i-a fost deteriorat creierul, de aceea a intâmpinat dificultăți la memoria pe termen scurt. Recunoașterea de sunete, cum ar fi numere vorbite, litere, cuvinte și sunete ușor de identificat (cum ar fi sonerii și mieunatul pisicilor) au fost afectate toate. Interesant, memoria vizuală pe termen scurt nu a fost afectată, sugerând o dihotomie între memoria vizuală și auditivă. 

## Memoria de lucru
În 1974  Alan Baddeley și Graham Hitch au propus un "model de memorie de lucru" (en: working memory) care a înlocuit conceptul general de memorie pe termen scurt cu o întreținere activă de informații în depozitarea pe termen scurt. Memoria de lucru se referă la operațiile pe care le efectuăm în minte asupra informațiilor, procesându-le și reorganizându-le pentru a rezolva probleme.
În acest model, memoria de lucru este formată din trei depozite de bază: Executiv Central, bucla fonologică și Sketchpad-ul vizual-spațial (trad.: blocnotes vizual-spațial). În anul 2000, acest model a fost extins cu tamponul episodic multimodal (modelul Baddeley al memoriei de lucru). 
În esență, Executivul central acționează ca un depozit senzorial de atenție. Canalizează Informații pentru cele trei procese componente: Bucla fonologică, Sketchpad-ul vizual-spațial și tamponul episodic.
Bucla fonologică stochează informații auditive prin repetarea de sunete în tăcere sau cuvinte într-o buclă continuă: proces articular (de exemplu, repetarea unui număr de telefon din nou și din nou). O listă scurtă de date este mai ușor de amintit.
Sketchpad-ul vizual-spatial stochează informații vizuale și spațiale. Este angajat în îndeplinirea sarcinilor spațiale (cum ar fi aprecierea distanțelor ) sau a celor vizuale (cum ar fi numărarea ferestrelor unei case sau imaginarea de imagini).
Tamponul episodic este dedicat în a lega informații intre domenii pentru a forma unități integrate de informații vizuale, spațiale, precum și informații verbale și ordonare cronologică (de exemplu, memoria unei povești sau a unei scene de film). Tamponul episodic este presupus că ar avea legături cu memoria pe termen lung și sensul semantic.
Modelul de memorie de lucru explică multe observații practice, cum ar fi de ce este mai ușor să faci două sarcini diferite (una verbală și una vizuală) decât două sarcini similare (de exemplu, două vizuale), și efectul cuvântului lung. Cu toate acestea, conceptul de executiv central, a  fost criticat ca inadecvat și vag. Memoria de lucru este, de asemenea premisa pentru ceea ce ne permite a face activitățile de zi cu zi implicând gândirea. Este secțiunea de memorie unde au loc procesele de gândire si pe care le folosim ca să învățăm si să raționalizăm diferite subiecte.

## Tipuri
Cercetătorii au făcut distincția între memoria de recunoaștere și amintire. Sarcinile memoriei de recunoaștere solicită persoanele in a indica dacă au întâlnit un stimul înainte (cum ar fi o imagine sau un cuvânt). Sarcinile memoriei de amintire solicită participanților să reprimească informațiile învățate anterior. De exemplu, persoanele ar putea fi solicitate să reproducă o serie de acțiuni pe care le-au văzut înainte sau să spună o listă de cuvinte pe care le-au auzit înainte.
Clasificarea în funcție de tipul de informații 
Memoria topografică presupune capacitatea individului de a se orienta în spațiu, să recunoască și să urmeze un itinerar, sau să recunoască locurile familiare. Noțiuni de  a te pierde atunci când călătoresti singur este un exemplu al eșecului de memorie topografice. 
Amintiri flash sunt amintiri episodice clare de evenimente unice și extrem de emoționale.  Oamenii amintindu-si unde au fost sau ce făceau când au auzit pentru prima dată vestea asasinării Președintelui Kennedy sau de 9/11 sunt exemple de amintiri flash.
Memoria declarativă 

Memoria declarativă (numită astfel deoarece este exprimată prin limbaj) necesită amintirea conștientă, unele procese conștiente informația trebuie rechemată. Este denumită uneori memorie explicita, deoarece este alcătuită din informații care sunt stocate și extrase în mod explicit.
Memoria declarativă poate fi în continuare sub-divizată în memorie semantică, în ceea ce privește fapte luate independent de context și memorie episodică, în ceea ce privește informațiile specifice unui anumit context, cum ar fi un anumit timp și loc. Memoria semantică permite codificarea cunoștințelor abstracte despre lume, cum ar fi "Parisul este capitala Franței". Memoriei episodice, pe de altă parte, este folosita pentru mai multe amintiri personale, cum ar fi senzațiile, emoțiile, și asociațiile personale ale unui anumit loc sau timp. Memorie autobiografica - memorie pentru evenimente speciale din propria viață - este privită în general fie ca echivalent, sau un înlocuitor al memoriei episodice. Memoria vizuală este o parte din memorie  care ajută la păstrarea unor caracteristici ale simțurilor noastre referitoare la experiențele vizuale. Un individ este capabil de a plasa în memorie informații care seamănă cu obiecte, locuri, animale sau oameni, un fel de imagine mentală.

### Memoria de procedură
În schimb, memoria procedurală (sau memorie implicită) nu se bazează pe amintirea conștientă de informații, ci pe învățarea implicită. Memoria de procedură este folosită în principal în învățarea abilităților motorii, de exemplu capacitatea de a înota și ar trebui să fie luată în considerare ca înlocuitor de memorie implicită. Este dezvăluită când un individ face mai bine o anumită sarcină datorită numai repetiției - nu s-au format amintiri noi explicite, dar  accesarea se face inconștient din experiențe anterioare. Memoria de procedură implicată în procesul de învățare prin tocire depinde de cerebel și de ganglionii bazali.
O caracteristică a memoriei procedurale este că lucrurile amintite sunt traduse automat în executarea unei acțiuni, și, astfel, uneori greu de descris. Câteva exemple de memorie procedurală includ abilitatea de plimbare cu bicicleta sau de legare a șireturilor.

### Memoria episodică
Memoria episodică se referă la memoria evenimentelor autobiografice: când și unde am trăit un anumit eveniment. Unele opinii stabilesc diferențe între memoria episodică și cea autobiografică și o consideră pe aceasta din urmă mai degrabă un subtip de memorie episodică, făcând astfel deosebirea între evenimentele mai apropiate de biografia individuală și cele știute doar din mărturii. (Emilio Garcia Garcia, op. cit. p. 32). Memoria episodică constituie capacitatea conștientă de a ne aminti experiențe specifice pe care le-am trăit personal într-un anumit loc și timp. Aceasta apare în contrast cu   memoria semantică. Memoria semantică include semnificația cuvintelor, conceptelor, 
schemelor și cadrelor de referință. (Emilio Garcia Garcia, op. cit. p. 26).  Memoria episodică conține o serie de cunoștințe asociate cu un context spațio-temporal. Cunoștințele sunt organizate cronologic, asociate cu diferite stări emoționale. Formarea eului și a identității de sine depind în mod esențial de memoria episodică.

## Clasificarea după direcția temporală
Un alt mod de important de a distinge diferite functii de memorie este dacă conținutul amintit este în trecut, memoria retrospectivă, sau în viitor, memoria prospectiva. Astfel, memorie retrospectivă ca o categorie include memoria semantică, episodica și autobiografica. În schimb, memoria prospectivă este memoria pentru intențiile viitoare, sau amintindu-si să-și amintească (Winograd, 1988). Memorie prospectivă pot fi defalcate în continuare în Evenimente si-timp bazata pe amintirea prospectiva. Bazate pe durată prospective amintirile sunt declansate de un timp-indiciu, cum ar fi mersul la medic (acțiune) la 16 (tac). Amintiri potențiale pe bază de evenimente sunt intențiile declanșate de repere, cum ar fi amintirea de a posta o scrisoare (acțiune), la vederea unei cuti poștale (indiciu). Indiciul nu trebuie să fie legate de acțiune (ca si exemplul cutie poștală / scrisoare), iar listele, notițele, înnodarea batistei sau a unei sfori în jurul degetului care exemplifica tot indicii pe care oamenii folosesc ca strategii pentru a spori memoria prospectivă.

## Tehnici de studiere
Tehnici utilizate pentru a evalua memorie la sugari 
Sugarii nu au capacitatea de a vorbi ca să raporteze amintirile lor deci rapoartele verbale nu pot fi utilizate pentru a evalua memoria copiilor foarte mici. De-a lungul anilor cercetatorii au adaptat și dezvoltat o serie de măsuri pentru evaluarea memoriei de recunoaștere și a memoriei de  amintire a sugarilor. Tehnici de acomodare și de condiționare operantă au fost utilizate pentru a evalua memoria de recunoaștere și tehnicile imitației amânate și provocate pentru sugari au fost utilizate pentru a evalua memorie amintirii.
Tehnici utilizate pentru a evalua memorie recunoaștere sugari includ următoarele:
Procedura comparației pereche vizuală (se bazează pe obișnuință): copiilor le sunt în primul rând prezentate perechi de stimuli vizuali, cum ar fi două fotografii alb-negru reprezentand chipuri umane, pentru o perioada fixă de timp; apoi, după ce a fost familiarizat cu cele două fotografii, acestor fotografii "familiare" li se adauga o fotografie nouă. Timpul petrecut pentru privirea fiecarei fotografii este înregistrat. Privind mai mult la noua fotografie indica faptul ca isi aduc aminte de cele "familiare". Studii folosind această procedură au descoperit că de la 5 până la 6 luni-copiii pot reține informații pentru paisprezece zile.
Tehnica operand condiționat: copiii sunt plasati într-un pătuț și o panglică este legata de unul dintre picioare si conectata la o jucarie deasupra capului acestuia. Sugarii observa că atunci când lovesc cu piciorul se misca jucaria iar rata de lovire crește dramatic în câteva minute. Studii folosind această tehnică au arătat că memoria sugarilor se imbunatateste substantial in primele 18 luni. De la 2 luni până la 3 luni copiii pot reține un răspuns operant (cum ar fi activarea mobil prin lovirea piciorul lor) pentru o săptămână, la 6 luni perioada creste la două săptămâni iar la 18 luni copiii pot păstra un răspuns similar pentru 13 săptămâni. 
Tehnicile utilizate pentru a evalua memoria amintirilor la sugari includ următoarele:
Tehnica imitației amânate: un experimentator prezintă sugarilor o secvență unică de acțiuni (cum ar fi utilizarea un bat pentru a împinge un buton pe o cutie) și apoi, după o întârziere, sugarii sunt solicitati să imite acțiunile. Studii folosind imitația amânata au arătat că amintirile la copii de 14 luni pentru o succesiunea de acțiuni pot dura atât timp de patru luni. 
Tehnica imitație provocate: este foarte asemănătoare cu tehnica imitație amânate;Diferenta este ca, copiii au voie să imite acțiunile înainte de întârziere. Studiile folosind tehnica imitație provocate au arătat că la 20 de luni copiii isi pot aminti acțiunea, secvențele douăsprezece luni mai târziu. 

### Tehnici utilizate pentru a evalua copiii mai mari si memoria adulților
Cercetatorii folosesc o varietate de sarcini pentru a evalua copiii mai mari și memorie adulților. Câteva exemple sunt:
învățarea perechilor asociate - atunci când un individ învață să asocieze un anumit cuvânt cu altul. De exemplu, atunci când se administrează un cuvânt, cum ar fi "sigur" trebuie să învețe să spună un cuvânt specific, cum ar fi "verde". Acest lucru este stimul și răspuns. 
Amintirea libera - În această sarcină unui subiect i se cere să studieze o listă de cuvinte și apoi mai târziu li se va cere să se amintească sau sa scrie cât mai multe cuvinte pe care si le pot aminti. Cuvintele anterioare sunt afectate de interferențe retroactive (RI) , ceea ce înseamnă ca daca lista este mai lunga si interferenta este mai mare, și este mai puțin probabil ca acestea sa fie amintite. Pe de altă parte, elementele care au fost prezentate în cele din urmă suferă puțin RI, dar suferă o mare de intervenția proactivă (PI), ceea ce înseamnă ca întârzierea mai mare în amintire duce la mai multe cuvinte pierdute. 
Recunoaștere - subiectii sunt rugati sa-si aminteasca o lista de cuvinte sau imagini, după care li  se cere să identifice cuvinte sau imagini prezentate anterior, dintr-o listă de alternative care nu au fost prezentate în lista inițială.
Paradigma detectarii - Persoanelor le sunt prezentate o serie de obiecte și probe de culoare într-o anumită perioadă de timp. Acestora le este apoi testata capacitatea vizuala de a-si aminti cat mai mult in timp ce privesc testele si indica daca testele sunt similare cu exemplele sau daca exista schimbari.
Interferenta – această teorie consideră că informațiile deja stocate în memoria de lungă durată interferează cu cele noi, iar efectul poate fi în ambele sensuri: fie uităm sau ne amintim distorsionat amintirile mai vechi (interferență retroactivă), fie amintirile noi sunt memorate greșit sau nu reușim să le memorăm din cauza celor vechi (interferență proactivă).

## Eșecuri de memorie
Efemeritate - amintirile se degradeaza cu trecerea timpului. Acest lucru se întâmplă în etapa de stocare a memoriei, după ce a fost stocată informația și înainte de a fi recuperata. Acest lucru se poate întâmpla în depozitarea senzoriala pe termen scurt și stocarea pe termen lung.  Rezultă un model general în care informația este uitat rapid în primele zile sau ani, urmată de pierderi mici în zile sau anii urmatori.
Absenta mentala - eșecul de memorie din cauza lipsei de atenție. Atenția joacă un rol cheie în stocarea de informații în memoria pe termen lung; fără o atenție adecvată, s-ar putea ca  informațiile să nu fie stocate, ceea ce face imposibil sa fie preluate mai târziu.
Fiziologie 
Zone ale creierului implicate in neuroanatomia de memorie, cum ar fi hipocampul, amigdala, corpul striat sau organismele mami-lare sunt considerate a fi implicate în anumite tipuri de memorie. De exemplu, hipocampul este considerat a fi implicat în procesul de învățare spațială și de învățare declarativa, în timp ce amigdala este considerat a fi implicat în memorie emoțională. Deteriorarea anumitor zone la pacienti si animale deficitele anterioare reprezinta sursa primara de informatii. Cu toate acestea deficitul observat ar putea fi cauzat de o zona adiacenta sau de o cale care calatoreste spre o anumita zona.  Mai mult, nu este suficient pentru a descrie memoria  si învățarea ca si cum ar depinde numai de anumite regiuni ale creierului. Învățarea și memoria sunt atribuite schimbărilor în sinapsele neuronale, considerat e a fi mediate prin potentarea pe termen lung și a depresiei pe termen lung.
În general, cu cat mai multa este incarcatura emotionala sau o experiență, cu atât mai bine este amintita; acest fenomen este cunoscut ca efectul de ameliorare a memoriei. Pacienții cu leziuni la amigdala, cu toate acestea, nu prezintă un efect de îmbunătățire memorie.
Donald O. Hebb distinge între memoria pe termen scurt și memoria pe termen lung. El a postulat că orice amintire care a rămas în depozitul pe termen scurt pentru o perioadă suficient de lungă va fi consolidata într-o memorie pe termen lung. Mai târziu, cercetarile au aratat ca acest lucru este fals. Cercetarile au aratat ca injectii directe de cortizol sau epinefrina ajuta stocarea de experiențe recente. Acest lucru este valabil și pentru a stimula amigdala. Acest lucru dovedește că o emoție îmbunătățește memoria de stimulare a hormonilor care afectează amigdala. Stresul excesiv sau prelungit (cu cortizol prelungit) poate afecta capacitatea de stocare a memoriei. Pacienții cu leziuni amygdalare e probabil sa-si aminteasca cuvintele incarcate emotional in egala masura ca si cele nonemotionale. Hipocampul este important pentru memoria explicita si este ,de asemenea, important pentru consolidarea memoriei. Hipocampul primește informații de la diferite părți ale cortexului si trimite producția sa la diferite parti ale creierului, de asemenea. Intrarea provine din zonele senzoriale secundare și terțiare care au deja informatiile procesate foarte mult. Daunele Hipocampului pot provoca, de asemenea, pierderi de memorie si probleme cu memoria de stocare.

## Neuroștiințe cognitive ale memoriei
Neurologii cognitivi considera memorie ca reținerea, reactivarea, precum și reconstrucția reprezentarea unei experiente- reprezentare independenta interna. Termenul de reprezentare interna implică faptul că o astfel de definiție a memoriei conține două componente: expresia memorie la nivel comportamental sau conștient, și modificărilor pe baza neuronala fizica (Dudai 2007). Aceasta din urmă este, de asemenea, numită engramă sau urme de memorie (Richard Semon, 1904). Unii neurologi și psihologi echivaleaza greșit conceptul de engramă și memorie, in linii mari unii  concep toate efectele postume persistente ale experientelor ca fiind memorie ; alții sunt împotriva acestei noțiuni ca memoria nu ar exista până când este descoperită în comportament sau gând. (Moscovitch 2007).
O întrebare esențială în neuroștiințele cognitive este modul cum sunt codate si reprezentate in creier  informațiile și experiențele mentale. Oamenii de stiinta au acumulat foarte multe cunoștințe despre codurile neuronale din studiile de plasticitate, dar multe dintre cercetari  s-au  axat pe învățarea simpla în circuitele neuronale simple;  mai puțin clar este in cazul schimbărilor neuronale implicate în exemple mai complexe de memorie, mai ales in memoria declarativa care necesită stocarea de fapte și evenimente (Byrne 2007).

## Encodare
Codificarea memoriei de lucru implică imbogatirea de neuroni individuali indusi prin  intrari senzoriale, care persistă chiar și după ce de intrarile senzoriale dispar (Jensen și Lisman 2005;. Fransen et al 2002). Codificarea memoriei episodice implică modificări persistente în structurile moleculare care modifică transmisiile sinaptice dintre neuroni. Exemple de astfel de modificări structurale includ potențarea pe termen lung (LTP) sau sincronizarea impulsului nervos - dependent plasticitat (STDP).Marcarea persistenta a impulsului nervos în memoria de lucru poate spori modificările sinaptice și celulare în codificarea memoriei episodice (Jensen și Lisman 2005).
Memorie de lucru. Studii recente de imagistica functionala au detectat semnale functionale  de memorie în ambele loburi medial temporale (MTL), o zonă a creierului puternic asociata cu memoria pe termen lung, și cortexul prefrontal (Ranganath et al. 2005), sugerând o relație puternică între memoria de lucru și memoria pe termen lung. Cu toate acestea, s-au observat mai multe semnale de memorie mai functionale in lobul prefrontal  fapt care sugerează că acesta parte joacă un rol mai important în memoria de lucru decât MTL (Suzuki 2007).
Consolidarea și reconsolidarea. Memoria pe termen scurt (STM) este temporară și supusa la perturbare, în timp ce memoria pe termen lung (LTM), odată consolidata, este persistenta și stabila. Consolidarea STM în LTM la nivel molecular implică probabil două procese: consolidarea sinaptica și consolidarea sistemului. Prima implică un proces de sinteza proteinelor în lobul temporal medial (MTL), în timp ce acesta din urmă se transformă MTL-memoria dependentă într-o memorie MTL - independenta pentru luni sau ani (Ledoux 2007). În ultimii ani, aceasta  dogmă tradiționala a fost re-evaluata, ca urmare a studiilor privind reconsolidarea.  Aceste studii au arătat că prevenirea după extragere afecteaza extragerea ulterioară a amintirilor (Sara 2000). Noile studii au arătat că tratamentul post-recuperare cu proteine sintetice inhibitorii și multi alti compuși poate duce la o stare amnezică (Nadel et al 2000b;. Alberini 2005; Dudai 2006). Aceste constatari privind reconsolidarea se potrivesc cu dovezile de comportament care  atesta ca  memoria regăsita nu este o copie la indigo a experiențelor inițiale, iar amintirile sunt actualizate în timpul recuperarii.
Genetica

Studiul geneticii a memoriei umane este în fază incipientă. Un succes initial notabil a fost asocierea APOE cu disfunctia de memorie in boala Alzheimer. Căutarea de gene asociate cu memoria normal variabila continuă. Una dintre primele candidate pentru variația normală in memorie este gena Kibra, care apare asociată cu viteza cu care materialul este uitat dupa o perioada de intarziere. 

## Memoria la nou-nascuti
Pentru incapacitatea adulților de a prelua amintiri timpurii trebuie studiata amnezia copilariei.
Până la mijlocul anilor 1980, s-a presupus că nou-nascutii nu pot encoda, reține, și prelua informații. Numeroase cercetari indică faptul că un copil la varsta de 6 luni isi pot aminti informatii cu o intarziere de 24 de ore.  Mai mult, cercetarea a relevat că odata cu cresterea copiii pot stoca informații pentru perioade mai lungi de timp; la 6 luni copiii pot sa isi aminteasca informații după o perioadă de 24 de ore, la 9 luni perioada creste pana la cinci săptămâni, iar la 20 de luni atinge chiar si douăsprezece luni.  În plus, studiile au arătat că odata cu vârsta, copiii pot stoca informații mult mai rapid. Întrucât copii la 14 luni isi pot aminti o secvență alcatuia din trei etape, fiind expusi doar o singura data la ea, iar copiii de 6 luni au nevoie de aproximativ șase expuneri pentru a fi în măsură să isi amintesc secventa respectiva. 
Trebuie mentionat faptul că, deși copiii la varsta de 6 luni pot reactualiza informații pe termen scurt, ei au dificultati la amintirea informatiilor in ordinea temporală. Doar pe la 9 luni  copiii pot sa-si amintesca acțiunile unei secvențe în două etape dupa ordinea temporală corectă -  adica amintindu-si pasul 1 și apoi pasul 2. Cu alte cuvinte, atunci când i s-a cerut să imite o secvență de acțiune în două etape (cum ar fi punerea unei masini de jucărie pe pozitie și prin apasarea butonului masina sa porneasca spre capatul pistei), la 9 luni au tendința de a imita acțiunile secvenței în ordinea corectă (etapa 1 și apoi pasul 2). Sugarii mai tineri (6 luni) isi pot aminti doar un pas dintr-o secvență în două etape. Cercetătorii au sugerat că aceste diferențe bazate pe vârstă sunt probabil datorate faptului că girusul dentat din hipocamp și componentele frontale din rețelele neuronale nu sunt pe deplin dezvoltate la vârsta de 6 luni.

## Memorie și îmbătrânire
Una dintre preocupările principale ale adultilor in varsta este pierderia de memorie, mai ales ca este unul dintre semnalele distinctive simptomelor bolii Alzheimer. Cu toate acestea, pierderea de memorie este diferită calitativ în procesul normal de imbătrânire fata de pierderea de memorie asociată cu un diagnostic de Alzheimer (Budson & Pret, 2005). Cercetările au arătat că performanța indivizilor cu privire la sarcinile de memorie care se bazează pe regiuni frontale scade cu varsta. Adultii mai in varsta tind sa prezinte deficite la sarcinile care implică cunoașterea ordinii temporale în care au învățat informații;  sarcini de memorie sursă care necesită să-și amintească de circumstanțele specifice sau contextul în care au învățat informațiile și sarcini de memorie prospectiva care implica amintirea de a face o actiune la un moment dat în viitor. Adultii mai in varsta pot gestiona problemele lor cu memorie prospectiva prin utilizarea Jurnalului cotidian, de exemplu.

## Efectele exercițiilor fizice asupra memoriei
Exercițiul fizic, în special exerciții de aerobic continue cum ar fi alergare, ciclismul și înotul, au  multe beneficii și efecte cognitive asupra creierului. Influențele asupra creierului includ creșteri ale nivelurilor neurotransmițătorilor, îmbunătățirea oxigenarii, livrarea nutrientilor și cresterea neogenezei in hipocamp. Efectele exercitilor au  implicatii importante asupra memoriei prin  îmbunătățirea performanței academice a copiilor, menținerea capacități mentale la vârstă inaintata si prevenirea și potențiala vindecare de boli neurologice.

## Conținut informațional
Memoria reflectă trecutul ca trecut, astfel încât în momentul în care subiectul reactualizează o informație, este conștient că acea experiență s-a petrecut cândva în trecut.
Conținuturile memoriei sunt extrem de variate. Începând de la experiențe de ordin senzorial perceptiv, apoi cunoștințe, noțiuni, experiențe afective, experiențe sociale, ș.a.m.d..  Conținutul reflectoriu constituie și un criteriu de clasificare a unor forme specializate de memorie. Putem vorbi despre memorie senzorială (vizuală, auditivă, motorie, gustativă, olfactivă), memorie perceptivă, memoria imaginilor, memorie cognitivă,  memorie afectivă, memorie socială.
Reflectarea din memorie prezintă o serie de caracteristici: este o reflectare activă, selectivă, situațională, relativ fidelă, mijlocită, inteligibilă, sistemică, logică, organizată.

## Funcții
Memoria are o funcție cognitivă. Este un proces de cunoaștere, iar rolul ei cel mai important este acela de a oferi conținuturi proceselor cognitive superioare (gândirii și imaginației).
Memoria are și o funcție adaptativ reglatorie, jucând un rol fundamental în echilibrul vieții psihice a omului.  Fără memorie, nu ar fi posibil fenomenul de conștiință.  Memoria realizează ancorarea omului în trecut, capacitatea de a rezolva situațiile prezente și resurse pentru anticiparea celor viitoare. 

## Structuri operatorii
Memoria dispune de structuri operatorii complexe și numeroase.  Guilford include memoria în cadrul operațiilor, ceea ce sugerează nivelul ei înalt de operaționalizare.  Informațiile nu sunt preluate ca atare, ci se intervine asupra lor prin operații de organizare, sistematizare, structurare, ierarhizare, clasificare, ordonare. Toate aceste operații conferă conținuturilor memoriei disponibilitatea de a fi utilizate rapid și eficient în învățare, înțelegere, rezolvare de probleme.

## Produsul memoriei
În plan subiectiv, memoria este trăită ca amintire.  În termeni psihologici, vorbim despre reactualizarea informațiilor. Reactualizarea se realizează în două forme: recunoașterea și reproducerea.
Recunoașterea se realizează în prezența informațiilor originale, care trebuie recunoscute între alte informații.  Este o formă simplă de reactualizare, ce presupune mai ales implicații de ordin perceptiv și ale procesului reprezentării.
Reproducerea este forma complexă și superioară a reactualizării, ea realizându-se în absența informației originale.  Este mult mai dificil de realizat, implicând mai ales reprezentarea și gândirea.  Reproducerea poartă întotdeauna amprenta subiectului, a stilului său cognitiv, a experienței sale, a complexității procedeelor mintale folosite, precum și a procedeelor mnemotehnice.